# Укаяли (река)
Укаяли (на испански: Río Ucayali) е река в Перу, в регионите Укаяли и Лорето, дясна съставяща на Амазонка. Дължината ѝ е 1771 km (заедно с лявата съставяща я река Апуримак – 2801 km), а площта на водосборния басейн – 337 519 km² (4,7% от водосборния басейн на Амазонка).
Река Укаяли се образува на 208 m н.в., при град Аталая, в региона Укаяли, от сливането на двете съставящи я реки Апуримак (лява съставяща) и Урубамба (дясна съставяща). В горното и средното течение протича покрай източното подножие на Източните Перуански Кордилери в широка и плитка долина. В долното течение тече през най-западната част на Амазонската низина, като се превръща в голяма, широка и мощна река с бавно и спокойно течение и стотици меандри, течаща сред гъсти и влажни екваториални гори. На 15 km североизточно от град Наута (в региона Лорето), на 88 m н.в. се съединява с идващата отляво река Мараньон и двете заедно дават началото на най-пълноводната река в света Амазонка.
Основни притоци: леви – Апуримак (Ене, Тамбо, 1030 km), Унине (143 km), Пачитеа (645 km), Агуайтия (393 km), Писки (325 km), Пания (314 km), Пакая (425 km); десни – Урубамба (862 km), Шешеа (Чесеа, 262 km), Тамая (360 km), Утикиния (238 km), Калярия (235 km), Макиа (320 km), Гуаначе (250 km), Тапиче (680 km). Река Укаяли има предимно дъждовно подхранване, с ясно изразено пълноводие от септември до март. Средният годишен отток в устието е 13 500 m³/s. Плавателна е за плитко газещи речни съдове до град Кумария.